# 蒋翊武就义处纪念碑
蒋翊武就义处纪念碑位于中国广西壮族自治区桂林市翊武路22号前。
民国二年（1913年）孙中山到桂林督师北伐，为纪念蒋翊武对革命之功绩，在其就义处建此纪念碑。该碑为塔式方锥柱形，顶部为四角金字塔形，以青料石建造，底部有三级台阶环绕，高0.8米。碑身高3.55米，碑底部宽0.65米，上部宽0.5米。碑正面为孙中山楷书“开国元勋蒋翊武先生就义处”阴刻，字径0.2米。其余三面为胡汉民所书之碑文，为行书阴刻，字径0.11米。1963年公布为广西壮族自治区文物保护单位。